# Escudo de La Guajira
El Escudo de La Guajira es el principal emblema y uno de los símbolos oficiales del departamento colombiano de La Guajira. El sello se creó a través de un concurso público ganado por Bienvenido José Arismendy, un ilustre guajiro oriundo de la ciudad de Riohacha. El escudo de armas fue aprobado por medio de la ordenanza 28 del 29 de noviembre de 1966. Desde entonces solo se ha modificado en dos ocasiones: con la ordenanza 052 de 1994 y la ordenanza 009 del 10 de marzo de 1998.

## Blasonado
Escudo cuartelado en forma desigual, orlado con perlas en plata. Primero, de sinople, una torre (o castillo) de oro. Segundo, de plata, una espada o florete, ubicada en forma vertical, con vértice hacia arriba, cruzada por un par de flechas que la atraviesan en sentido contrario. Tercero, campo de plata, con dos serranías y cactus en coloración natural. Cuarto, de sinople, un sol naciente en oro.

## Diseño y significado de los elementos
El escudo de armas del departamento de La Guajira está formado por cuatro secciones dentro de un blasón rectangular, con las esquinas ligeramente redondeadas de abajo. Está rodeado de perlas en color blanco plata, que simboliza la península y los bancos de perlas en su costa sobre el mar Caribe.
El cuarto superior izquierdo tiene un fondo verde y un castillo de oro. El castillo presenta las ventanas abiertas y las puertas, que simboliza la fraternidad entre los pueblos de La Guajira y hacia los extranjeros.
El cuarto superior derecho muestra un fondo blanco y en él una espada colocada verticalmente con el filo hacia arriba y atravesado horizontalmente por dos flechas; la flecha de arriba va hacia la izquierda y la flecha de abajo hacia la derecha. La espada simboliza el sentido de justicia de los conquistadores, que penetraron en la Península de la Guajira y las flechas representan los pueblos indígenas en la región.
El cuarto inferior izquierdo tiene un fondo blanco con dos montañas en color natural y un cactus de que representa las dos subregiones naturales de la Guajira, el norte y el sur guajiro.
El cuarto inferior derecho tiene un fondo verde ocupado por un sol de oro, significando con ello que en el departamento de La Guajira no existen selvas y que la región posee un clima cálido.